# Europäische Stiftung
Die Europäische Stiftung (international auf Lateinisch auch Fundatio Europaea, kurz FE) ist eine Idee zur Schaffung einer Rechtsform für grenzüberschreitend tätige, gemeinnützige Stiftungen in der Europäischen Union und im Europäischen Wirtschaftsraum. Die Rechtsform der Stiftungen soll supranational ausgestaltet sein.
Mit dieser Rechtsform will die EU mit einer eigenen Verordnung („FE-Verordnung“) die Gründung von europaweit agierenden gemeinnützigen, voll rechtsfähigen und handlungsfähigen Stiftungen nach weitgehend einheitlichem Rechtsprinzipien ermöglichen und fördern (siehe auch: Europäische Integration).
Ein formaler Vorschlag der Europäischen Kommission zur Gestaltung der neuen Rechtsform FE wurde im Februar 2012 veröffentlicht. Nach jahrelangen Verhandlungen mit dem Europäischen Parlament und dem Europäischen Rat zog die Europäische Kommission im März 2015 ihren Vorschlag zurück. Die Kommission kann einen neuen Vorschlag einbringen oder den alten Vorschlag erneut sichten. Mehr zur historischen Entwicklung unter Europäische Stiftung#Hintergründe und Entwicklung.

## Hintergründe und Entwicklung
In 2008 gab es in der EU circa 110.000 gemeinnützige Stiftungen mit einem geschätzten Vermögen von 350 bis 1.000 Mrd. Euro sowie mit Ausgaben (spendings) von circa 83 bis 153 Mrd. Euro.:18 ff. Die Stiftungen beschäftigten zwischen 750.000 und 1 Million Arbeitnehmer. Ungefähr 2,5 Mio. Menschen arbeiten ehrenamtlich für Stiftungen. In der EU gibt es „50 verschiedene Gesetze im Zivil- und Steuerrecht für Stiftungen und zahlreiche komplexe Verwaltungsabläufe“. Die Gesetze verursachen jährlich Beratungskosten in Höhe von circa 100 Mio. Euro, die „nicht mehr für gemeinnützige Zwecke zur Verfügung stehen“.
2005 stellte das European Foundation Centre einen Entwurf für ein „European Foundation Statute“ vor. 2006 folgte eine Studie von Wissenschaftlern und Stiftungspraktikern. 2007 gab die Europäische Kommission eine Machbarkeitsstudie über die Einführung eines Europäischen Stiftungsstatuts in Auftrag. Die Studie wurde 2009 veröffentlicht. Im Ergebnis nimmt die Studie an, dass durch eine „Harmonisierung“ der verschiedenen Stiftungsgesetze und/oder Steuergesetze in allen Staaten der EU eine Senkung der jährlichen Kosten von 138 bis 178,7 Mio. Euro möglich ist. Diese Variante wurde allerdings in ihrer Umsetzung als unrealistisch eingeschätzt und stattdessen das Modell einer „European Foundation“ mit einem jährlichen Kosteneinsparpotential von 91 bis 101,7 Mio. Euro vorgeschlagen.:207 ff.
Nach einer öffentlichen Beratung in 2009 folgten 2010 und 2011 weitere Stellungnahmen. Von Oktober 2010 bis 2012 wurde ein Folgenabschätzungsverfahren durchgeführt. Das „Statut für eine Europäische Stiftung mit automatischer nicht diskriminierender Besteuerung“ wurde aus vier Optionen („Status Quo“, „Informationskampagne“, „Harmonisierung des Stiftungsrechts“ und „European Foundation Statue“) ausgewählt. Am 8. Februar 2012 wurde der Vorschlag der Europäischen Kommission zur Gestaltung der neuen Rechtsform FE veröffentlicht. Nach jahrelangen Verhandlungen mit dem Europäischen Parlament und dem Europäischen Rat zog die Europäische Kommission im März 2015 ihren Vorschlag zurück. Die Kommission kann einen neuen Vorschlag einbringen oder den alten Vorschlag erneut sichten, wenn sie der Meinung ist, dass die politischen Umstände bzw. Voraussetzungen für die Schaffung einer FE geeigneter sind (siehe Ordentliches Gesetzgebungsverfahren#Ablauf des Verfahrens).

## Bedeutung und Vorteile einer Europäischen Stiftung
Die FE würde europäischen natürlichen Personen und juristischen Personen die Möglichkeit bieten, europaweit als rechtliche Einheit aufzutreten. Gewisse nationale Unterschiede blieben jedoch dennoch bestehen, da in bestimmten Bereichen die FE-Verordnung auf das nationale Recht verweist. Es wird daher einen gewissen Grad an Vereinheitlichung durch die FE-Verordnung geben, jedoch im Hinblick auf die einzelnen Stiftungen keine vollständige Deckungsgleichheit.
Jede FE soll auch ihren Sitz unter der Wahrung der Identität in einen anderen Mitgliedstaat verlegen können, ohne dass eine Auflösung im Wegzugsstaat oder Neugründung im Zuzugsstaat erforderlich wäre. Dadurch wird die Wahl des Sitzes der Stiftung aus rein wirtschaftlichen Gründen in bestimmten Unionsmitgliedstaaten sich mehr konzentrieren, als in anderen.
Für bestimmte, bereits bestehende gemeinnützige Einrichtungen kann es eine wichtige Rolle spielen, zukünftig nur noch mit einer Stiftungsaufsichtsbehörde zu tun zu haben, nämlich der des Sitzstaates der Stiftung.
Durch die relativ niederen Anforderung an die Höhe des Stiftungskapitals von 25.000 € kann die Europäische Stiftung z. B. als  Holding unter Umständen auch für mittelständische Unternehmen als Rechtsform interessant sein (z. B. auch um die Unternehmensnachfolge mit Hilfe des monistischen Systems freier zu gestalten).

## Gründung und Gründungserfordernisse
Die Europäische Stiftung soll nach dem Verordnungsentwurf in mindestens zwei Mitgliedstaaten tätig sein müssen oder in ihrer Satzung ein entsprechendes Ziel ausweisen sowie über ein Vermögen von mindestens 25.000 € verfügen, wobei die Haftung der FE auf ihr Vermögen beschränkt sein soll.
Die FE soll
- durch eine natürliche Person von Todes wegen;
- von einer natürlichen oder juristischen Person durch eine notarielle Urkunde oder schriftliche Erklärung;
- durch Verschmelzung gemeinnütziger Einrichtungen
- durch eine Umwandlung gemeinnütziger einzelstaatlicher Einrichtungen

errichtet werden können. Eine FE soll auf unbegrenzte Zeit oder, wenn dies ausdrücklich in ihrer Satzung festgelegt ist, für eine bestimmte Dauer von mindestens zwei Jahren errichtet werden können.

## Rechtliche Grundlagen

### Europäische Union
Für die Europäische Stiftung (FE) soll gemäß Art 3 des Verordnungsentwurfs primär
- die FE-Verordnung der Europäischen Union[15] und
- die interne Satzung der FE maßgebend sein.

Nur in den Bereichen, die nicht oder nur teilweise durch die FE-Verordnung bzw. die Stiftungssatzung geregelt sind, sollen sekundär die Bestimmungen, die die Unionsmitgliedstaaten zur wirksamen Anwendung der FE-Verordnung erlassen haben gelten und tertiär für alle anderen Bereiche, das für gemeinnützige Einrichtungen geltende Recht der Unionsmitgliedstaaten.
In der Praxis bedeutet diese im Verordnungsentwurf vorgesehene Normenhierarchie, dass die interne Satzung einer FE dort, wo die FE-Verordnung ihr dafür ausdrücklich einen Spielraum offen lässt, Gesetzen der Unionsmitgliedstaaten vorgeht. Regelt die FE-Verordnung oder die Satzung einen Bereich nicht oder nur teilweise, greift das Recht des jeweiligen Unionsmitgliedstaates ergänzend ein.

### Unionsmitgliedstaaten
In den Unionsmitgliedstaaten werden voraussichtlich für bestimmte Bereiche ein oder mehrere Gesetz(e) zu erlassen sein, in dem die entsprechenden Regelungen vorgesehen werden, die einzugreifen haben, wenn die FE-Verordnung oder die interne Satzung der Stiftung keine Regelungen vorsehen bzw. im Hinblick auf die steuerrechtlichen Anpassungen, die Beteiligung von Arbeitnehmern an den Entscheidungen der FE oder die Registrierung der FE im jeweiligen Unionsmitgliedstaat.

### EWR-Mitgliedstaaten
Wie in den Unionsmitgliedstaaten müssen auch die EWR-Mitgliedstaaten Island, Liechtenstein und Norwegen entsprechende Regelungen erlassen.

### Schweiz
Die Schweiz ist weder Mitglied der Europäischen Union noch des Europäischen Wirtschaftsraums. Daher ist gemäß dem bisherigen Verordnungsentwurf eine Europäische Stiftung mit Sitz in der Schweiz nicht möglich. Schweizer Unternehmen können allerdings voraussichtlich über Tochterunternehmen mit Sitz in der EU bzw. dem EWR eine Europäische Stiftung besitzen oder sich an einer solchen beteiligen.

### Steuerrechtliche Aufsicht und Behandlung der FE

#### Stiftung
Europäische Stiftungen würden nach dem Steuerrecht des Unionsmitgliedstaates beurteilt, in welchem die FE ihren satzungsmäßigen Sitz hat. Die Besteuerung soll so erfolgen, wie dies auch für nationale gemeinnützige Einrichtungen mit Sitz in diesem Unionsmitgliedstaat vorgesehen ist.

#### Spender
Personen, die an eine gemeinnützige Europäische Stiftung Zuwendungen geben, sollen gem. Entwurf steuerrechtlich so behandelt werden, als ob sie diese Zuwendung an eine nationale gemeinnützige Einrichtung in dem Mitgliedstaat gegeben hätten, in dem sie ihren ordentlichen Wohnsitz haben.

#### Zuwendung an die FE
Zuwendungen, welche eine FE erhält, sollen so besteuert werden, wie dies steuerrechtlich auch für nationale gemeinnützige Stiftungen in dem Unionsmitgliedstaat vorgesehen ist, in dem der Spender seinen ordentlichen Wohnsitz hat.

#### Begünstigte
Zuwendungen, welche Begünstigte der FE erhalten, sollen in dem Unionsmitgliedstaat besteuert werden, in dem die Begünstigten steuerrechtlich ihren Wohnsitz haben und so, wie dies steuerrechtlich auch für Begünstigte nationaler gemeinnütziger Stiftungen vorgesehen ist.

#### Stiftungsaufsicht
Die Stiftungsaufsicht über die Europäische Stiftung soll von der nationalen Aufsichtsbehörde wahrgenommen werden, in welcher die FE im entsprechenden Register eingetragen ist.
Die nationalen FE-Stiftungsaufsichtsbehörden sollen eng zusammenarbeiten (und auch die nationalen Steuerbehörden).

## Organisationsstruktur der FE
Die FE besteht zumindest aus:
- dem Vorstand (Board of Directors, teilweise auch als Stiftungsrat bezeichnet).[25]

Die FE kann folgende Organe aufweisen:
- Geschäftsführende Direktoren[26]
- einen Aufsichtsrat[27]
- andere Organe lt. Satzung[28]

Werden von einer Europäischen Stiftung und in ihren Niederlassungen innerhalb der Europäischen Union insgesamt mindestens 50 Arbeitnehmer und mindestens 10 Arbeitnehmer in jedem von mindestens zwei Mitgliedstaaten beschäftigt, so ist vorgesehen, dass die FE einen Europäischen Betriebsrat einzurichten hat.
Für die Prüfung des Jahresabschlusses muss ein Abschlussprüfer beauftragt werden, der jedoch kein Organ der FE ist, sofern dies die Satzung nicht ausdrücklich bestimmt.

## Wirtschaftliche Tätigkeiten der FE
Die Europäische Stiftung soll grundsätzlich jede wirtschaftliche Tätigkeit ausüben können, sofern die Gewinne dieser Tätigkeit dem gemeinnützigen Zweck der Stiftung zu mindestens 90 % dienen. Die Satzung der FE soll diesbezüglich strengere Beschränkungen vorsehen können.
Die Europäische Stiftung kann somit auch an der Spitze einer Holding auftreten, jede Art der Niederlassungen/Betriebsstätten gründen und betreiben und Tochterstiftungen und -unternehmen gründen und betreiben.